# 会津高原たかつえスキー場
会津高原たかつえスキー場（あいづこうげんたかつえスキーじょう）は福島県南会津町にあるスキー場である。現在は南会津町100%完全出資の第三セクターの「株式会社みなみあいづ」が運営している。
会津高原・高杖原地区にあり、周辺にはペンション街が広がる。

## 歴史

### 村営スキー場
1980年（昭和55年）、舘岩村営スキー場としてリフト2基と小規模なレストハウスにより開業。初シーズンは入込客数8千人程度とごく小規模であった。
なおスキー場の建設地は戦後開拓が行われた高地であり、1960年代の酪農向け県営開拓パイロット事業の失敗のため荒地化していた土地が用地の一部となった。

### 東武鉄道の参入
1981年（昭和56年）11月に東武鉄道、舘岩村、会津乗合自動車などが出資する第三セクターの会津高原観光開発が発足。ゲレンデやリフトの拡張、アストリアホテル（1982年度営業開始）など整備が進められ、野岩鉄道会津鬼怒川線開業後の1987年にはリフト9基、入込客数24万人の規模になった。なお、同年の駐車台数約3.7万台のうち約半数の約1.8万台が栃木県からであり、これを含む関東地方が8割を超えていた。
1986年度には不動産販売にも乗り出し、ペンション村「会津高原チロリアンビレッジ」では、東武リゾート開発とペンション開業者が一体となって開発を行う「TRKシステム」が導入された。
2002年には東武鉄道グループだった会津高原観光開発が解散。スキー場やホテルの運営はその後、会津高原リゾート（2002年設立）に継承された。2020年には、会津高原リゾートと、ゴルフ場を経営していた会津高原フレンド・カントリークラブ株式会社などが統合し「株式会社みなみあいづ」となった。
南会津町内には4つのスキー場があるが、2024年6月の南会津町観光施設評価業務報告書によると、たかつえスキー場が最も売上高が高い。

## ゲレンデ
最上部と最下部の標高差が約700mもあることから全体的に縦長の構成で大規模である。標高が高く、山頂付近からは日本百名山10座（燧ケ岳、会津駒ケ岳など）を望む360度パノラマが広がる。また樹氷も見ることができる。

### リフト
- 第1ペア　（891m)
- 第2ペア　（684m)
- 第3ペア　（1,050m)
- 第4ペア　（538m)
- 第5シングル （1,053m、廃止)
- 第6シングル　（911m)
- スカイロード1　（1,675m、フード付きクワッドリフト）
- スカイロード2　（886m、クワッドリフト）
- トリプル1　（680m)

### コース
| コース名         | 滑走距離/最高斜度 |                                                                                                 |
| ---------------- | ----------------- | ----------------------------------------------------------------------------------------------- |
| ファミリー       | 1,040m/15度       | 全長1kmの広々としたコース。 第1ペアリフト終点から続く緩やかなゲレンデ。                         |
| パラダイス       | 600m/25度         | スキー場の中央に位置し角度がある。                                                              |
| カラマツ         | 200m/20度         | 中斜面のコンパクトなゲレンデ。                                                                  |
| チャレンジ       | 450m/32度         | 中斜面とモーグルのコース。                                                                      |
| ロマンス         | 1,100m/22度       | 中斜面のワイドコース。                                                                          |
| ジャイアント     | 300m/35度         | 上級者向けの急斜面モーグル練習ゲレンデ。                                                        |
| スラローム       | 280m/34度         | ブランデットコースから分岐し、ジャイアントコースと合流する急斜面。 常にモーグルがあり、非圧雪。 |
| ブランデート     | 200m/25度         | 第4リフト終点の尾根稜線からコースに入る。 気持ちの良い中斜面。                                  |
| トップヒル       | 950m/36度         | 前半はかなり狭く傾斜は中程度。 後半はモーグルや急斜面がある。                                   |
| マウンテン       | 600m/36度         | 上部ゲレンデからの絶景を望める。                                                                |
| パノラマ         | 790m/21度         | 中緩斜面の絶景コース。                                                                          |
| セントラル       | 1,760m/15度       | スカイロード1を降りてすぐのワイドなコース。                                                     |
| スロープスタイル | 810m/19度         | コース途中にスノーパークがある。                                                                |
| ジョイフル       | 1,030m/17度       | 幅12m×高さ4m×長さ100mのハーフパイプ併設。                                                       |
| 山頂林間         | 600m/10度         | 上部ゲレンデの下半分急斜面を迂回するコース。                                                    |

## 周辺
麓の会津高原地区、高杖原地区には会津アストリアホテル、会津高原ホテル、会津アストリアロッジがあるほか、多くのペンションや民宿がある。会津高原たかつえカントリークラブや日帰り温泉施設 しらかばの湯、グラウンドなどもあるほか、8月下旬から9月上旬に花が見頃となるそば畑もある。

## アクセス
会津鉄道・野岩鉄道 会津高原尾瀬口駅よりバスで30分の距離にある。同駅には東武鉄道浅草駅から直通の特急列車が停車する。冬季は夜行列車「スノーパル」も運行され、会津高原尾瀬口駅から専用バスで連絡する。
- 東北自動車道西那須野塩原ICより63 km、白河ICより90 km